# Felix Förster (Basketballspieler)
Felix Förster (* 28. September 1984 in Schwäbisch Hall) ist ein ehemaliger deutscher Basketballspieler.

## Werdegang
Förster spielte beim TSV Dinkelsbühl, dann in Israel bei Hapoel Nashon, beim TSV Crailsheim und ab 2005 für die BG Leitershofen/Stadtbergen. Mit der BG stieg der 1,94 Meter große Flügelspieler 2006 von der 1. in die 2. Regionalliga ab und 2007 wieder in die 1. Regionalliga auf. 2008 verließ Förster die Mannschaft, weilte im Rahmen seines Studiums in Irland und spielte 2008/09 für den dortigen Erstligisten Limerick Lions. Ab 2009 war er wieder Mannschaftsmitglied der BG Leitershofen/Stadtbergen und Kapitän des Aufgebots, das 2010 in die 2. Bundesliga ProB und 2011 in die 2. Bundesliga ProA aufstieg. Förster kam während der ProA-Spielzeit 2011/12, in der man als Tabellenletzter abstieg, zu 25 Einsätzen in der zweithöchsten Basketball-Liga Deutschlands. Anschließend spielte er nicht mehr für die Mannschaft.
Er verstärkte ab 2012 den TSV Schwaben Augsburg, mit dem er 2013 von der Bayernliga in die 2. Regionalliga aufstieg. Nach der Saison 2013/14 verließ er den TSV Schwaben, 2014/15 spielte er für den Regionalligisten ifm Baskets Konstanz und 2015/16 sowie 2016/17 für den TV 1847 Augsburg (Bayernliga).
Förster wurde beruflich in Ulm als Lehrer tätig, ab 2017 spielte er Basketball bei der TSG Söflingen.